# Microlicia bahiensis
Microlicia bahiensis är en tvåhjärtbladig växtart som beskrevs av Markgr.. Microlicia bahiensis ingår i släktet Microlicia och familjen Melastomataceae. Inga underarter finns listade i Catalogue of Life.